# Ludvig 1. af Savoyen
Ludvig 1. af Savoyen, på italiensk: Ludovico I di Savoia, (født 24. februar 1413 i Genève, død 29. januar 1465 Lyon) var hertug af Savoyen fra 1440 og indtil sin død i 1465. 
Ludvig 1. blev forfader til Sardiniens konger i 1730–1861 og til Italiens konger i 1861–1946. 
I 1452 erhvervede han Ligklædet i Torino, der siden 1478 er blevet opbevaret i byens domkirke.

## Forfædre
Han var søn af Modpave Felix 5. samt dattersøn af Filip den Dristige, hertug af Burgund og Margarete 3. af Flandern

## Familie
Ludvig 1. var gift Anne af Cypern (1418–1462). Hun var datterdatter af Jean 1. af Bourbon-La Marche og oldedatter af Jakob 1. af Bourbon-La Marche.
Ludvig 1. blev far til hertug Filip 2. af Savoyen (kendt som Filip uden land) samt svigerfar til Peter 2. af Luxemburg, greve af Saint-Pol og kong Ludvig 11. af Frankrig.
Han blev farfar til Karl 3. af Savoyen samt morfar til Marie af Luxemburg, grevinde af Vendôme.